# San Patricio (título cardenalicio)
El título cardenalicio de San Patricio fue erigido por el Papa Pablo VI el 5 de febrero de 1965 con la constitución apostólica «Mirifica Ecclesiae».

## Titulares
- William John Conway (1965-1977)
- Tomás Ó Fiaich (1979-1990)
- Cahal Brendan Daly (1991-2010)
- Thomas Christopher Collins (2012-)